# Sherone Simpson
Sherone Anmarica Simpson (Manchester, 12 agosto 1984) è una velocista giamaicana.
In carriera ha conquistato tre medaglie olimpiche: l'oro nella staffetta 4×100 metri ad Atene 2004, l'argento nei 100 metri piani a Pechino 2008 e l'argento nuovamente nella 4×100 m a Londra 2012.

## Biografia
Oltre all'oro olimpico di Atene 2004 e all'argento dei Mondiali di Helsinki 2005 nella staffetta 4×100 metri, la Simpson vanta anche due ori nei Giochi del Commonwealth di Melbourne 2006 nella 4×100 m e nei 200 m, sconfiggendo in quest'ultima prova la campionessa olimpica Veronica Campbell-Brown.
Ai Giochi olimpici di Pechino 2008 vince l'argento sui 100 m, dietro a Shelly-Ann Fraser e a pari merito con Kerron Stewart, ottenendo così nella prova regina della velocità uno storico podio completamente giamaicano. Partecipa anche ai 200 m giungendo sesta nella finale.
Con un personale di 10"82 secondi la Simpson ha il quinto miglior tempo nei 100 metri piani fra le atlete giamaicane, preceduta solo da Shelly-Ann Fraser, Merlene Ottey, Kerron Stewart e Veronica Campbell-Brown. Nei 200 m detiene invece il sesto miglior tempo nazionale in 22 secondi esatti, dietro a Merlene Ottey, Grace Jackson, Veronica Campbell-Brown, Juliet Cuthbert e Kerron Stewart.
È allenata da Stephen Francis a Kingston, dove frequenta anche la University of Technology.

## Palmarès
| Anno | Manifestazione          | Sede         | Evento      | Risultato  | Prestazione | Note                                     |
| ---- | ----------------------- | ------------ | ----------- | ---------- | ----------- | ---------------------------------------- |
| 2002 | Mondiali juniores       | Kingston     | 4×100 m     | Oro        | 43"40       | Record dei campionati                    |
| 2004 | Giochi olimpici         | Atene        | 100 m piani | 6ª         | 11"07       |                                          |
| 2004 | Giochi olimpici         | Atene        | 4×100 m     | Oro        | 41"73       | Record nazionale                         |
| 2005 | Mondiali                | Helsinki     | 100 m piani | 6ª         | 11"09       |                                          |
| 2005 | Mondiali                | Helsinki     | 4×100 m     | Argento    | 41"99       | Miglior prestazione personale stagionale |
| 2006 | Giochi del Commonwealth | Melbourne    | 200 m piani | Oro        | 22"59       |                                          |
| 2006 | Giochi del Commonwealth | Melbourne    | 4×100 m     | Oro        | 43"10       |                                          |
| 2008 | Giochi olimpici         | Pechino      | 100 m piani | Argento    | 10"98       |                                          |
| 2008 | Giochi olimpici         | Pechino      | 200 m piani | 6ª         | 22"36       |                                          |
| 2008 | Giochi olimpici         | Pechino      | 4×100 m     | Finale     | dnf         |                                          |
| 2011 | Mondiali                | Taegu        | 200 m piani | 8ª         | 23"17       |                                          |
| 2011 | Mondiali                | Taegu        | 4×100 m     | Argento    | 41"70       | Record nazionale                         |
| 2012 | Giochi olimpici         | Londra       | 200 m piani | Semifinale | 22"71       |                                          |
| 2012 | Giochi olimpici         | Londra       | 4×100 m     | Argento    | 41"41       | Record nazionale                         |
| 2015 | World Relays            | Nassau       | 4×200 m     | Argento    | 1'31"73     |                                          |
| 2015 | Giochi panamericani     | Toronto      | 100 m piani | Oro        | 10"95       | Miglior prestazione personale stagionale |
| 2015 | Giochi panamericani     | Toronto      | 4×100 m     | Argento    | 42"68       | [ 1 ]                                    |
| 2015 | Mondiali                | Pechino      | 100 m piani | Semifinale | 11"06       |                                          |
| 2015 | Mondiali                | Pechino      | 200 m piani | 8ª         | 22"50       | Miglior prestazione personale stagionale |
| 2015 | Mondiali                | Pechino      | 4×100 m     | Oro        | 41"07       | [ 1 ]                                    |
| 2018 | Giochi CAC              | Barranquilla | 4×100 m     | Oro        | 43"41       |                                          |
| 2019 | World Relays            | Yokohama     | 4×100 m     | Argento    | 43"29       | [ 1 ]                                    |

## Altre competizioni internazionali
2004
- 4ª alla World Athletics Final ( Monaco), 100 m piani - 11"23

2005
- 6ª alla World Athletics Final ( Monaco), 100 m piani - 11"21

2006
- Oro alla World Athletics Final ( Stoccarda), 100 m piani - 10"89
- Bronzo alla World Athletics Final ( Stoccarda), 200 m piani - 22"22
- Oro in Coppa del mondo ( Atene), 100 m piani - 10"97
- Oro in Coppa del mondo ( Atene), 4×100 m - 42"26

2009
- 5ª alla World Athletics Final ( Salonicco), 100 m piani - 11"20